# Bogusława Olechnowicz
Bogusława Olechnowicz (Słupsk, 22 de noviembre de 1962) es una deportista polaca que compitió en judo. Ganó una medalla de bronce en el Campeonato Mundial de Judo de 1987, y tres medallas oro de en el Campeonato Europeo de Judo entre los años 1985 y 1992.
Participó en los Juegos Olímpicos de Barcelona 1992, donde finalizó vigésima en la categoría de –61 kg.

## Palmarés internacional
| Campeonato Mundial | Campeonato Mundial  | Campeonato Mundial | Campeonato Mundial |
| Año                | Lugar               | Medalla            | Categoría          |
| ------------------ | ------------------- | ------------------ | ------------------ |
| 1987               | Essen (RFA)         | Medalla de bronce  | –61 kg             |
| Campeonato Europeo |                     |                    |                    |
| Año                | Lugar               | Medalla            | Categoría          |
| 1985               | Landskrona (Suecia) | Medalla de oro     | –61 kg             |
| 1987               | París (Francia)     | Medalla de oro     | –61 kg             |
| 1992               | París (Francia)     | Medalla de oro     | –61 kg             |